# Sojuz TMA-10M
Sojuz TMA-10M è stato un volo astronautico verso la Stazione Spaziale Internazionale (ISS) e parte del programma Sojuz. Fu il 119º volo con equipaggio della navetta Sojuz dal primo volo avvenuto nel 1967.

## Equipaggio
| Ruolo               | Equipaggio                                            | Equipaggio                                            |
| ------------------- | ----------------------------------------------------- | ----------------------------------------------------- |
| Comandante          | Oleg Kotov, Roscosmos Expedition 37 Terzo volo        | Oleg Kotov, Roscosmos Expedition 37 Terzo volo        |
| Ingegnere di volo 1 | Sergej Rjazanskij, Roscosmos Expedition 37 Primo volo | Sergej Rjazanskij, Roscosmos Expedition 37 Primo volo |
| Ingegnere di volo 2 | Michael Hopkins, NASA Expedition 37 Primo volo        | Michael Hopkins, NASA Expedition 37 Primo volo        |

### Equipaggio di riserva
| Ruolo               | Equipaggio                    | Equipaggio                    |
| ------------------- | ----------------------------- | ----------------------------- |
| Comandante          | Aleksandr Skvorcov, Roscosmos | Aleksandr Skvorcov, Roscosmos |
| Ingegnere di volo 1 | Oleg Artem'ev, Roscosmos      | Oleg Artem'ev, Roscosmos      |
| Ingegnere di volo 2 | Steven Swanson, NASA          | Steven Swanson, NASA          |